# Губин, Александр Александрович
Александр Александрович Губин (1873—1958) — генерал-майор, герой Первой мировой войны, участник Белого движения.

## Биография
Из потомственных дворян. Сын Александра Михайловича Губина и Клавдии Людвиговны Фортини. Уроженец Липецка.
Окончил Нижегородский кадетский корпус (1890) и Николаевское кавалерийское училище (1892), откуда выпущен был корнетом во 2-й драгунский Санкт-Петербургский полк.
Произведен в поручики 15 марта 1896 года, в штабс-ротмистры — 15 марта 1898 года, в ротмистры — 22 июля 1905 года. Окончил Офицерскую кавалерийскую школу «успешно». С 5 ноября 1906 года состоял помощником заведующего, а затем и заведующим курсом наездников Офицерской кавалерийской школы.
С началом Первой мировой войны состоял в полку Офицерской кавалерийской школы. Произведен в полковники 6 декабря 1914 года на вакансию. Пожалован Георгиевским оружием
За то, что в бою 11 июня 1915 года, когда 8-й германский карабинерный полк атаковал с тыла соседний Нерчинский полк, чем поставил его в крайне тяжелое положение, полковник Губин со своим полком, подвергая свою жизнь явной опасности, ударил в свою очередь в тыл противника и обратил его в бегство, чем восстановил положение на фронте своей бригады.
19 сентября 1915 года назначен командиром Уссурийского казачьего полка. 8 апреля 1917 года произведен в генерал-майоры «за отличия в делах против неприятеля», а 7 мая назначен командующим Уссурийской конной дивизией, в каковой должности оставался до 7 октября 1917 года.
В Гражданскую войну участвовал в Белом движении в составе Добровольческой армии и Вооруженных сил Юга России. С 21 марта 1919 года назначен командиром 2-й бригады 1-й Кавказской казачьей дивизии, с 27 марта — начальником Сводно-Горской дивизии. С 14 мая 1919 года назначен начальником 1-й Кавказской казачьей дивизии, в каковой должности состоял до октября того же года. С января 1920 года состоял в распоряжении кубанского атамана. В марте 1920 года эвакуировался из Новороссийска на остров Лемнос, затем в Константинополе.
В эмиграции во Франции. Будучи знатоком конного спорта, занимался подготовкой спортивных лошадей и преподавал во французской Высшей школе верховой езды. В 1950-е годы участвовал в работе многих военных организаций. Состоял членом правления Союза георгиевских кавалеров, председателем правления Объединения бывших воспитанников Нижегородского кадетского корпуса, пожизненным председателем Объединения бывших воспитанников Николаевского кавалерийского училища, а также председателем суда чести и почетным кадетом Союза российских кадетских корпусов.
Умер в 1958 году в Париже. Похоронен на кладбище Сент-Женевьев-де-Буа. Был женат.

## Награды
- Орден Святого Станислава 3-й ст. (1899)
- Орден Святой Анны 3-й ст. (1904)
- Орден Святого Станислава 2-й ст. (ВП 6.12.1911)
- Орден Святой Анны 2-й ст. с мечами (ВП 5.01.1915)
- Орден Святого Владимира 4-й ст. с мечами и бантом (ВП 23.03.1915)
- Орден Святого Владимира 3-й ст. с мечами (ВП 11.09.1915)
- мечи к ордену Св. Станислава 2-й ст. (ВП 7.06.1916)
- мечи и бант к ордену Св. Анны 3-й ст. (ВП 6.08.1916)
- Георгиевское оружие (ВП 29.11.1916)